# Reinventing the Steel
Reinventing the Steel ist das neunte und letzte Studioalbum der US-amerikanischen Metal-Band Pantera. Es wurde am 21. März 2000 durch EastWest Records veröffentlicht und erreichte wie der Vorgänger The Great Southern Trendkill Platz vier der Billboard-200-Charts. Der Song Revolution Is My Name wurde 2001 für den Grammy Award for Best Metal Performance nominiert.

## Entstehung und Stil
Bei Reinventing the Steel übernahmen die Brüder Vinnie Paul und Dimebag Darrell die Produktion erstmals selbst, ohne Stammproduzent Terry Date. Sterling Winfield fungierte als Co-Produzent. Im Booklet wird Date aber für „telefonische Inspiration“ gedankt. Die Band nahm sich viel Zeit, bis sie mit dem Ergebnis zufrieden war. Slayer-Gitarrist Kerry King spielte das Outtro von Goddamn Electric ein. Laut Booklet geschah dies backstage beim Ozzfest in Dallas am 13. Juli 1999 in einem Take. In dem Songtext werden neben Black Sabbath auch Slayer wörtlich erwähnt. Mehrere Texte handeln von der Band selbst und ihrer Einstellung. Das Album ist auch „den Fans“, die als „Brüder und Schwestern“ bezeichnet werden, gewidmet. Musikalisch knüpft es ohne große Neuerungen an die klassischen Alben an.

## Rezeption
Frank Albrecht vom Magazin Rock Hard bezeichnete Reinventing the Steel als „die optimale Platte, um mal wieder ordentlich Dampf abzulassen“. Die Band habe sich „auf ihre alten Stärken besonnen“, das Album sei „kein müder Abklatsch“ von Cowboys from Hell und Vulgar Display of Power. Auch die Produktion sei „allererste Sahne“. Er wertete mit neun von zehn Punkten.
Steve Huey von Allmusic vermisste seinerseits die Frische der genannten Alben und sah das Reinventing the Steel nicht auf Augenhöhe mit jenen. Die Platte sei in einer „vorhersagbaren Weise“ gut. Er vergab drei von fünf Sternen.
Gregory Britsch von Laut.de vergab vier von fünf Sternen und schrieb: „Der Stahl wurde sicherlich nicht neu erfunden, doch gerade Dimebags virtuoses Gitarrenspiel kann immer wieder mit einigen Überraschungsmomenten aufwarten.“

## Titelliste
1. Hellbound – 2:40
2. Goddamn Electric – 4:56
3. Yesterday Don’t Mean Shit – 4:19
4. You’ve Got to Belong to It – 4:12
5. Revolution Is My Name – 5:15
6. Death Rattle – 3:17
7. We’ll Grind That Axe for a Long Time – 3:44
8. Up Lift – 3:45
9. It Makes Them Disappear – 6:21
10. I’ll Cast a Shadow – 5:23